# 山田弘喜
山田 弘喜（やまだ ひろき、1989年3月23日 - ）は、大阪府東大阪市出身の元プロ野球選手（投手）。右投右打。

## 来歴・人物

### アマチュア時代
小学校4年生の時、少年野球チームジュニアコンドルズで外野手として野球を始める。
地元の東大阪市立高井田中学校に進学。軟式野球部に所属し、投手に転向。
自宅から近い、手に職をつけたいという理由で、大阪府立城東工業高等学校に進学。野球部に入ったのは、たまたま進学先にあったからという。1年生の秋から背番号18でベンチ入り。
2006年夏、地区予選1回戦ながら、対福泉高校との試合で準完全試合（8回コールドの参考記録）を達成。コールドにつながる打点は、自らのバットによるもの。この時の福泉のエースは宮田和希であった。
4回戦の池島高校との試合で、17奪三振を記録している。5回戦で金光大阪（準優勝）との対戦で敗れ、甲子園出場はならなかった。
2006年のドラフト会議で東京ヤクルトスワローズに4巡目で指名され入団した。平成生まれで東京ヤクルトスワローズに入団した最初の選手である。

### プロ入り後
2007年の自主トレでは早速故障発生。本人は「投げられる」と強がったものの、キャンプではあまりの体力の無さから、伊藤智仁コーチから無期限の投球禁止令を出された。その後練習には復帰したが、1年目は二軍公式戦では登板できなかった。
3年目の2009年秋季キャンプでは初めて一軍メンバー入りしたものの、2010年10月3日、球団から戦力外通告を受け、現役4年間で一軍登板はなかった。

### 現役引退後
大阪府で働いており、2020年冬の取材では「今はヤクルトの時より、給料良いんで、まぁ、楽しくやっています」と現況について語っている。

## プレースタイル
高校時代は最速145km/hの速球としなやかな腕の振りが魅力だった。また、自身が漫画を読み考案した魔球ダイナマイトスライダーが武器。ダイナマイトスライダーとは、投げる瞬間に人差し指をナックルボールのように立てるもので、縦に変化したり、横に変化したり、山田本人もどう変化するかわからないらしい。
もしプロに指名されなかったら野球を辞めると話していた。プロ入り時、誰も希望しないという理由で背番号42を希望していた。紫のジャージで入寮しようとしたが、母親に止められ、結局黒のスウェットに極太の金ネックレス、カチューシャというファッションで入寮し、注目を浴びる。ZETTにオーダーして作った練習用グローブには「夜魔陀火露鬼」という当て字が刺繍されていた。

## 詳細情報

### 年度別投手成績
- 一軍公式戦出場なし

### 背番号
- 66（2007年 - 2010年）